# Дайи
Дайи — заброшенный город в штате Аляска, США. Город расположен на одном из основных маршрутов к местам клондайкской золотой лихорадки. Входит в список национальных исторических памятников Аляски.

## Физико-географическая характеристика

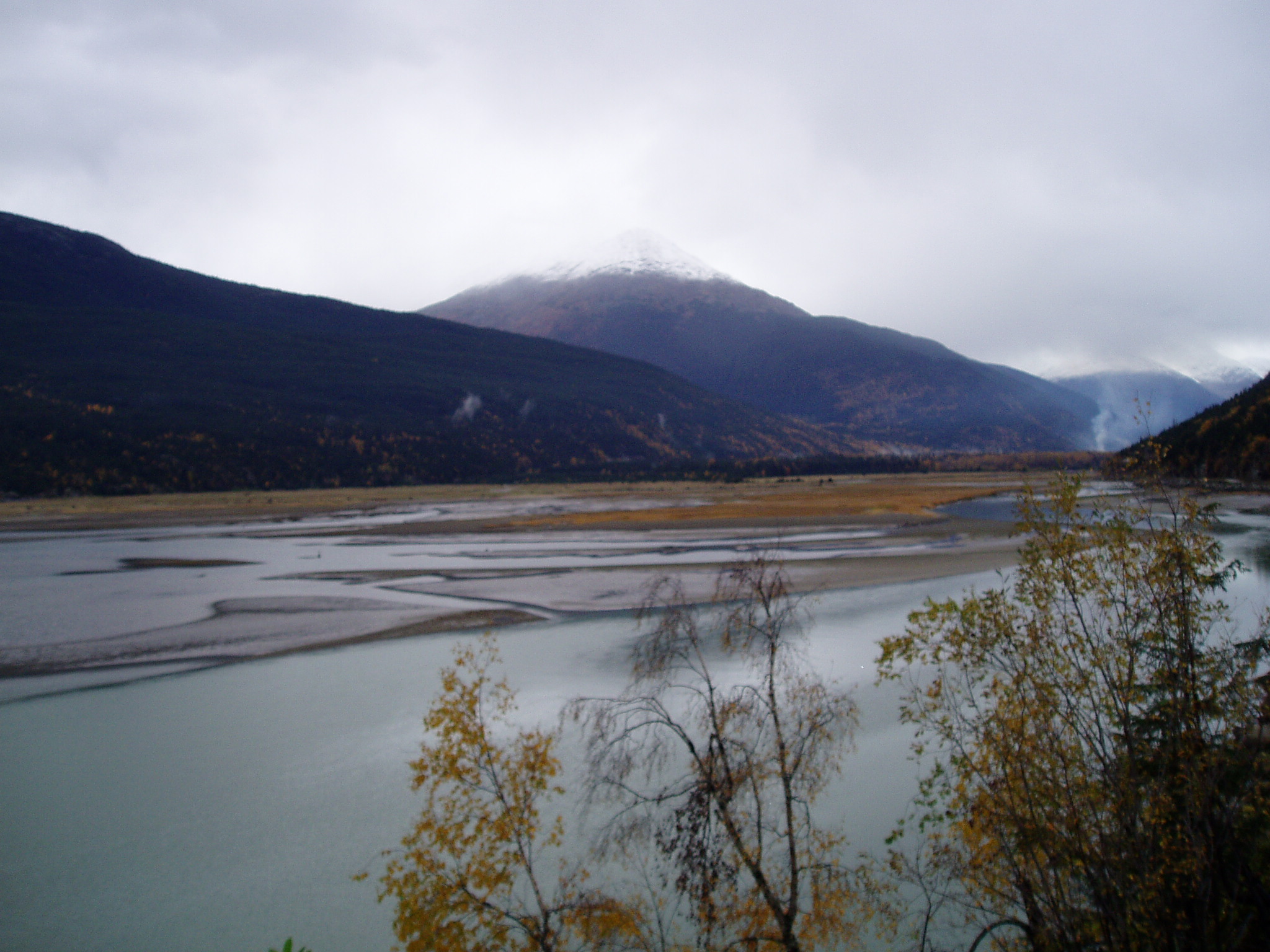

Дайи расположен в северной части залива Линн-Канал, где узкий залив Тайя (англ. Taiya Inlet) переходит в одноимённую реку. С конца XIX века река несколько раз сдвигалась в сторону города, подмывала и уносила многие здания. За городом начинается перевал Чилкут.
В окрестностях заброшенного города можно встретить белоголового орлана, медведей.
Наряду с перевалом Чилкут и рядом других объектов, Дайи входит в национальный исторический парк клондайкской золотой лихорадки и охраняется правительством США. В летнее время по заброшенному городу проходят туристические маршруты.

## История
Задолго до прихода европейцев долина реки Тайя использовалась береговыми тлинкитами и была частью торгового маршрута вглубь континента. Тлинкиты охраняли свою торговую монополию и маршрут вплоть до 1879 года. Начиная с 1880-х годов, они стали за деньги проводить через перевал старателей. Дайи стал основной базой старателей перед сложнейшим перевалом Чилкут.
В 1896 году было обнаружено золото Клондайка. На следующий год информация достигла Сиэтла и Сан-Франциско и началась клондайкская золотая лихорадка. В 1897 году город достиг своего процветания. Именно об этом времени рассказывает произведение Джека Лондона «Смок Белью», и в Дайи происходит часть действия произведения. В нём проживало от 5 до 8 тысяч человек, было около 50 гостиниц, множество ресторанов и таверн, банки, агентства недвижимости, телефонные и транспортные компании. Кроме того, в городе работала пожарная станция, школа, была церковь и четыре кладбища.
3 апреля 1898 года на перевал Чилкут сошла лавина, 65 старателей погибших при сходе, похоронены на одном из кладбищ города. После этого основным маршрутом стал перевал Уайт, который начинался от Скагуэя. Летом 1898 года в городе проживало около 500 человек. Ещё меньше жителей осталось после того как начала действовать железная дорога White Pass and Yukon Route.